# Cepo
Para la limosna de iglesia ver Cepo

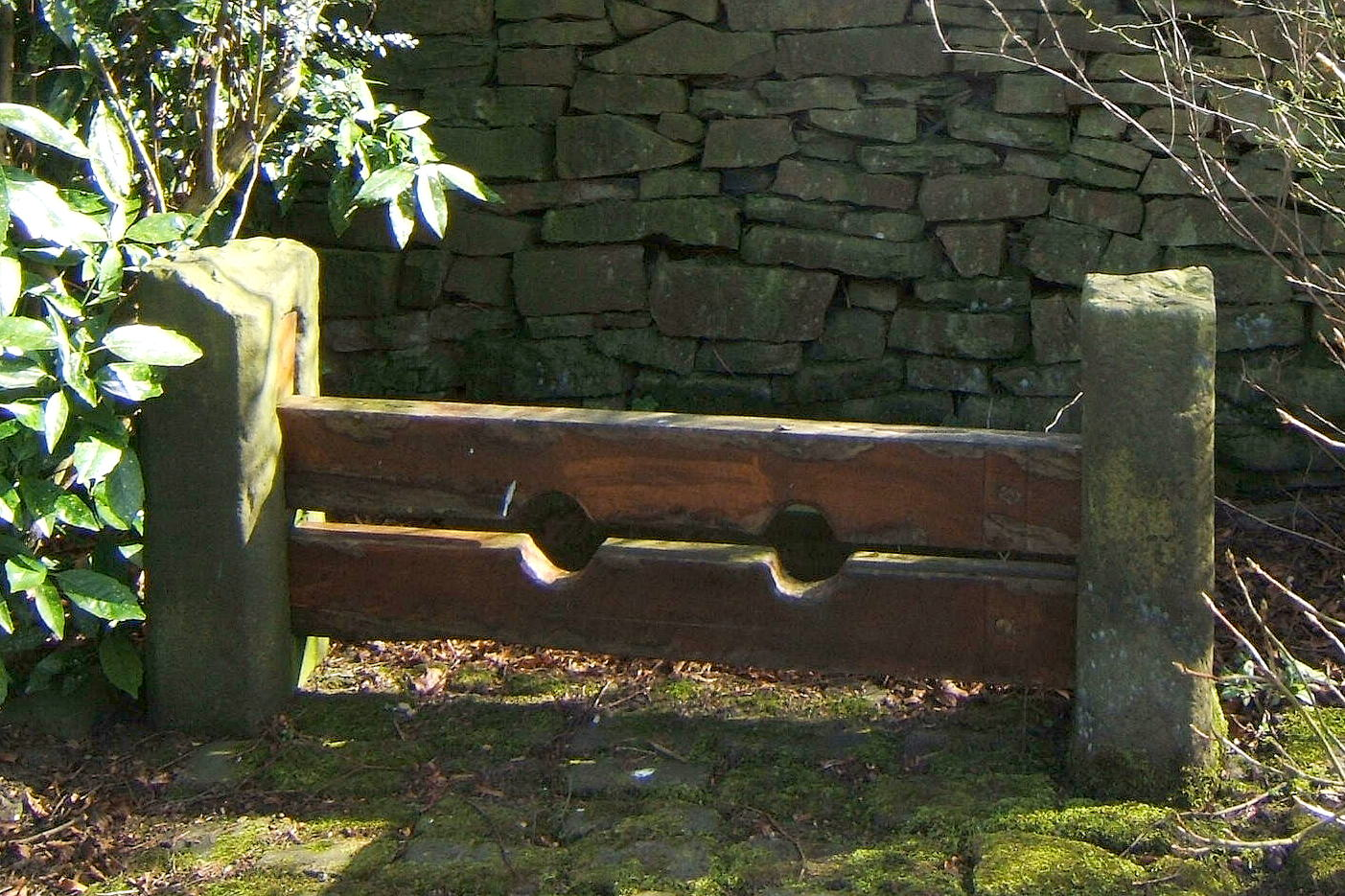
El viejo cepo de Chapeltown, en el condado de Lancashire, Inglaterra.

El cepo es un artefacto ideado para sujetar, retener o inmovilizar. Como consecuencia, tiene una función muy amplia tanto en el hombre como en la caza, alguna determinada conducta del inmovilizado, para la que ha sido ideado, y de la que deriva su forma o el estado de sujeción, la cual puede ser planificada o espontánea, incluso sorpresiva y pícara. Los hay, y los ha habido, de diversas clases, surgidas a raíz de las finalidades o del origen de los mismos, entre los cuales destacan aquellos que se destinaban históricamente a la tortura, o a la caza, a la seguridad de la conservación de algo, a la certeza del cumplimiento de una sanción, o a la seguridad de fondos donados unilateralmente.

## Cepo para tortura

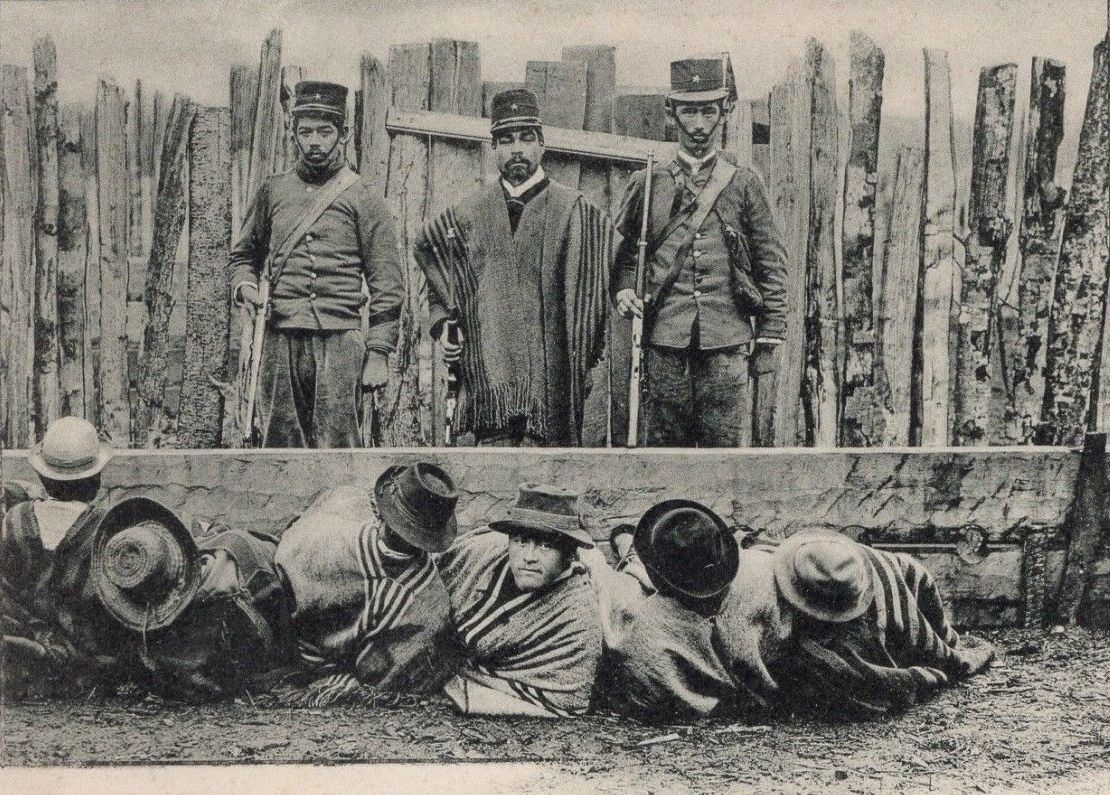
Reos en el cepo hacia 1900, Concepción, Chile.

En épocas históricas pasadas, se empleaba una forma de cepo, usada como instrumento de tortura, en el que la víctima quedaba inmovilizada de pies y manos. Cuando se trataba de un castigo, el cepo se encontraba generalmente en la plaza del pueblo, para exponer al reo, servir de escarnio y someterlo a todo tipo de vejaciones, como el ser golpeado, escupido, insultado. En ocasiones, la plebe incluso orinaba y defecaba sobre el condenado o le arrojaban comida podrida.

## Cepo de caza

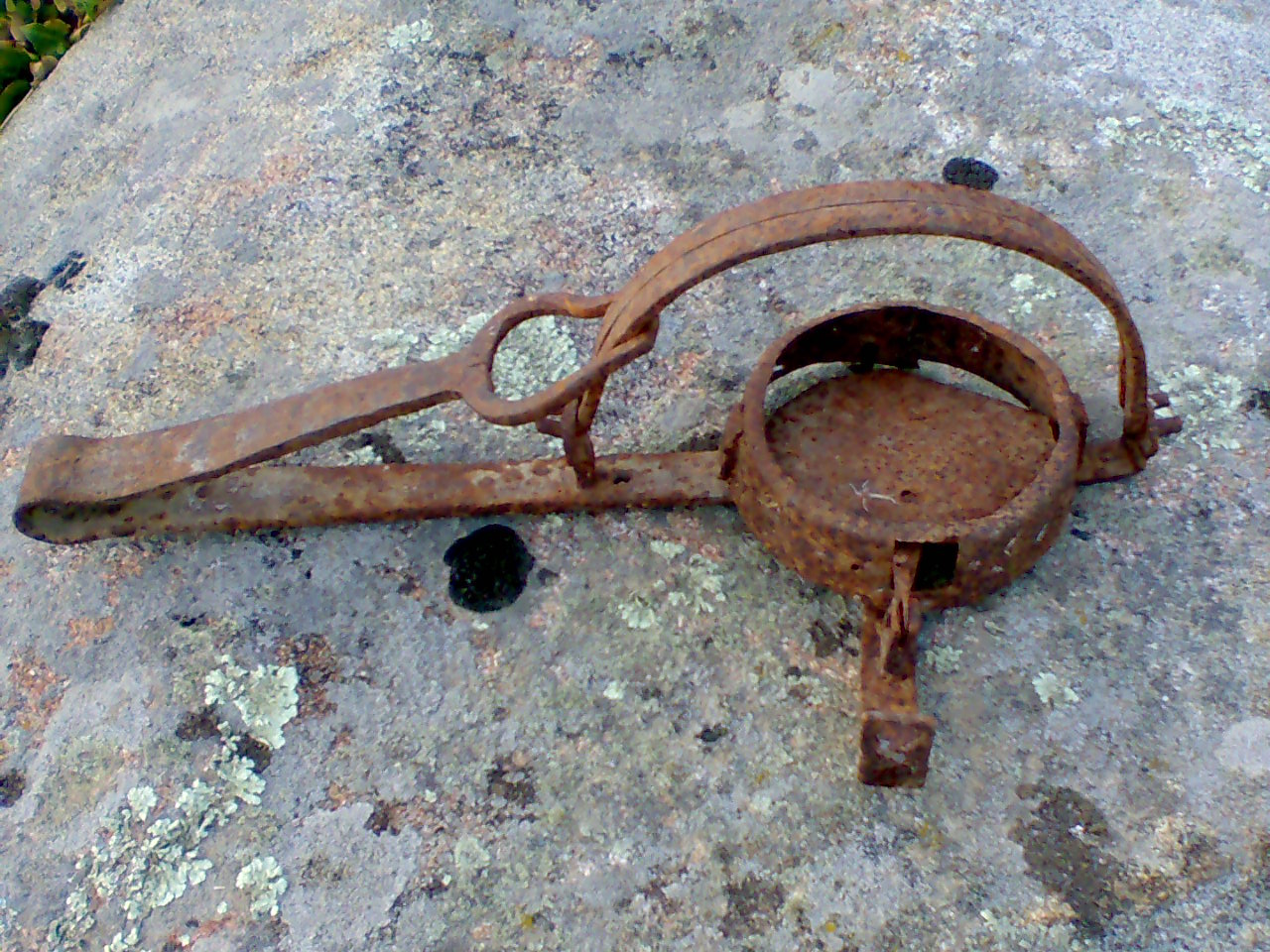
Cepo utilizado para cazar conejos.

Ya abolido y prohibido en la mayoría de países, el cepo de caza se caracteriza por su eficacia y capacidad de sujetar al animal, normalmente de alguna de sus extremidades, sin causarle la muerte (salvo en animales de pequeño tamaño como pájaros). El animal atrapado en el cepo era posteriormente hallado vivo por el cazador, que se decidía en ese momento por rematar o por liberarlo, dependiendo la decisión del sexo del animal o de la situación en que se encontraba la extremidad mordida por el cepo. Entre cazadores respetuosos con el equilibrio natural era corriente soltar a las hembras de cría, si tenían en buenas condiciones las cuatro extremidades.

## Cepo de tráfico automovilístico

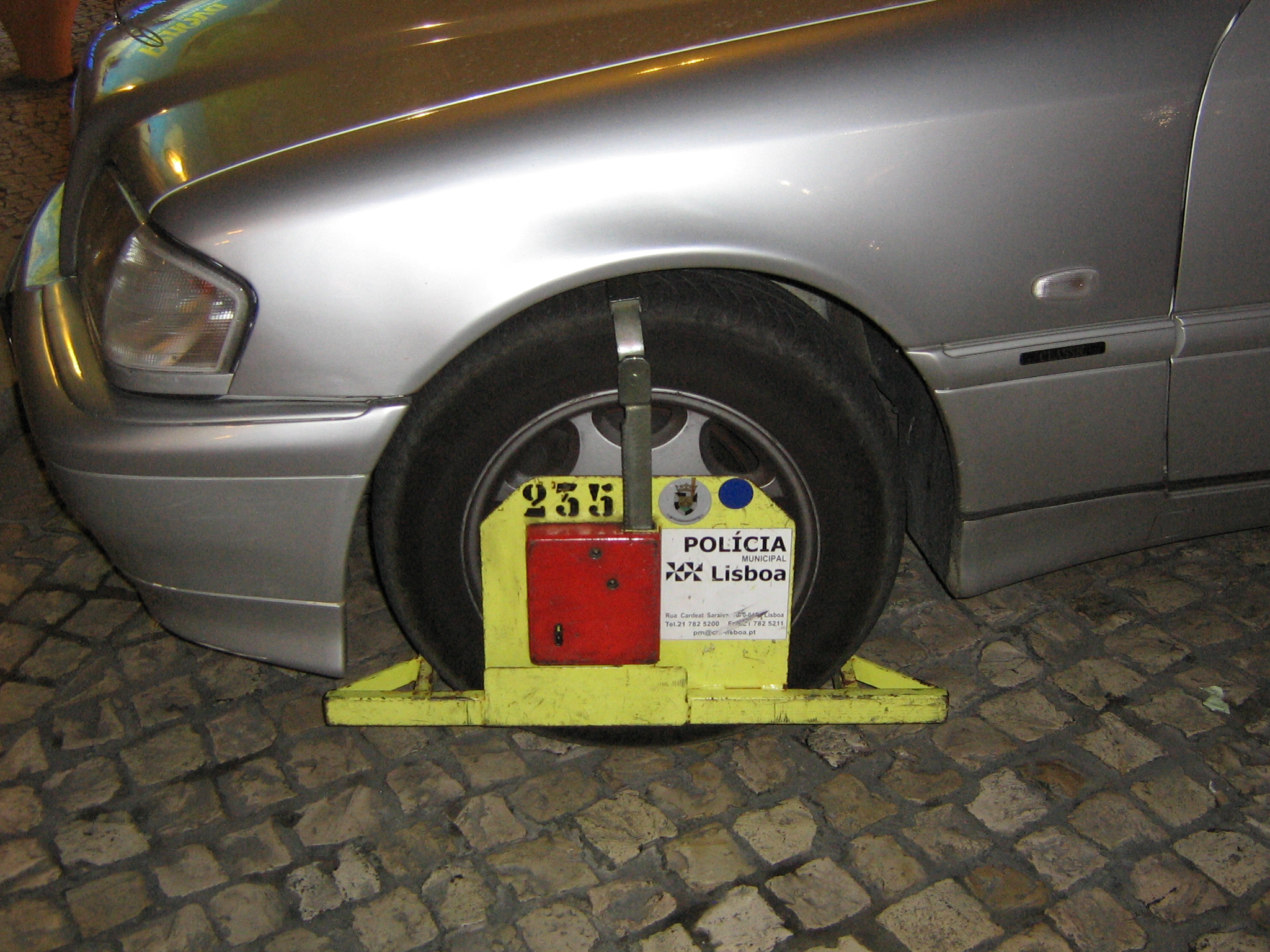
Cepo usado en Portugal para inmovilizar automóviles mal estacionados en lugares prohibidos.

El cepo aplicado a inmovilizar el automóvil puede estar orientado, bien a protección, limitando o impidiendo sus movimientos y evitar así que el mismo sea robado, o bien ser usado como pena accesoria por el incumplimiento grave del propietario. En esta última forma, y en uso en determinados lugares y países, se utiliza el cepo para causar una agravación de la pena impuesta a los infractores de las normas relativas al tráfico automovilístico. Se trata de un artefacto que queda sujeto a una de las ruedas del auto, que queda, por ello, imposibilitado para circular. De ese modo se impide la huida del dueño que tiene que pagar la sanción antes de litigar, en su caso, con la administración pública competente en materia de tráfico y circulación automovilística.

## Cepillo limosnero
Se trata de una especie de caja fuerte que permite introducir dinero, que luego atrapa, e impide que puede ser sacado por quienes no tienen encomendada la llave que abre la portezuela que permite acceder al interior y sacar el dinero atesorado. Este tipo de artefactos se suelen colocar en lugares de culto en los cuales se invita a los fieles a colaborar apoyando la tarea sacerdotal mediante la limosna.